# صخره‌های آهکی روگن
صخره‌های گچی در روگِن نقاشی‌ای رنگ روغن از حدود سال ۱۸۱۸ اثر هنرمند رمانتیسم آلمانی کاسپار داوید فریدریش است که در موزهٔ هنر وینترتور نگهداری می‌شود.

## تکوین
در ژانویهٔ ۱۸۱۸، کاسپار داوید فریدریش با کریستیانه کارولین بومر ازدواج کرد که حدود ۲۰ سال از او جوان‌تر بود. در ماه عسل‌شان در ژوئیه و آگوست ۱۸۱۸، به دیدار بستگان در نویبراندنبورگ و گرایفسوالت رفتند. از آنجا، این زوج با برادر فریدریش، کریستیان، به جزیرهٔ روگن سفر کردند. این نقاشی به عنوان جشن پیوند این زوج به‌شمار می‌آید.

## توصیف
این نقاشی نمایی از صخره‌های گچی پارک ملی یاسموند را نشان می‌دهد، که در آن زمان یکی از مشهورترین نقاط دیدبانی جزیره بود. معمولاً اشتباهاً تصور می‌شود که صخره‌های خاص «پارک ملی یاسموند» مدل این نقاشی بوده‌اند؛ اما این صخره‌ها در زمان خلق نقاشی وجود نداشتند و بعدها به دلیل فرسایش شکل گرفتند. فریدریش اغلب چشم‌اندازهایش را از ترکیب دقیق عناصر مختلف طرح‌ها می‌ساخت، بنابراین مکان مشخصی لزوماً قابل تشخیص نیست.

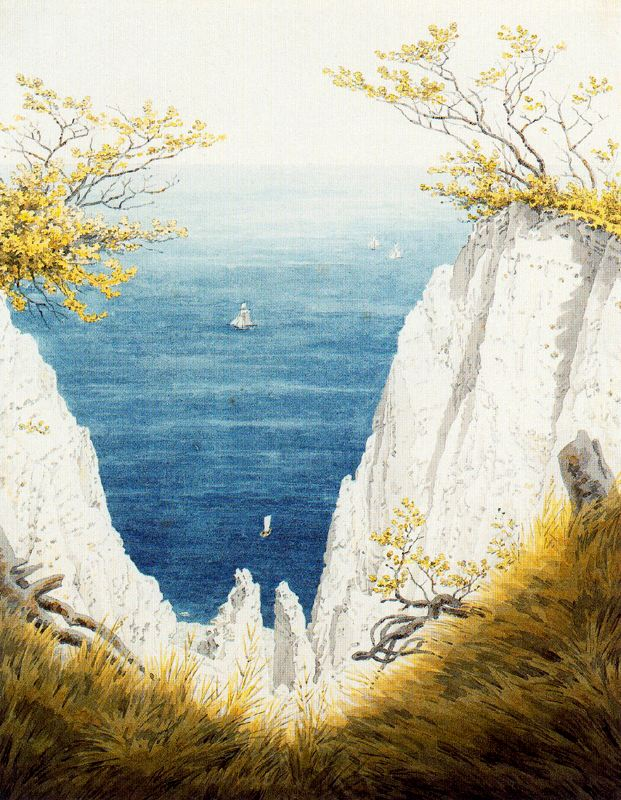
یک تغییر بعدی در همین موضوع؛ آبرنگ، ۱۸۲۴، ۲۵ × ۳۲ سانتی‌متر

دو درخت که برگ‌هایشان بخش بالایی یک‌سوم نقاشی را پوشانده، منظره را قاب‌بندی کرده‌اند. دو مرد و یک زن با لباس شهری با شگفتی به منظره خیره شده‌اند. شخصیت لاغر در وسط معمولاً به عنوان خود کاسپار داوید فریدریش تفسیر می‌شود. کلاه او به نشانهٔ تواضع در کنار او افتاده است. او به دنبال تکیه‌گاهی در میان علف‌هاست که نمادی از گذرا بودن زندگی است و به دره‌ای که پیش رویش گشوده شده نگاه می‌کند — درهٔ مرگ. در سمت راست، مردی با بازوهای در هم قفل شده به تنهٔ درخت در حال مرگ تکیه داده و به دریا خیره شده است. دو قایق بادبانی کوچک نمادی از روح هستند که به زندگی ابدی باز می‌شوند و به دو مرد موجود در تصویر مرتبطند. در سمت چپ، زن با پیراهن قرمز (که معمولاً همسر فریدریش، کارولین، شناخته می‌شود) کنار بوته‌ای تقریباً خشکیده نشسته است؛ تنها شاخه‌های اطراف صورتش برگ داده‌اند. او با دست راستش یا به دره اشاره می‌کند یا به گل‌هایی که اطراف آن را پوشانده‌اند. در مقابل مردان که یا به دره یا به دوردست نگاه می‌کنند، او با دیگر شخصیت‌ها ارتباط برقرار می‌کند — اینکه آیا از دره احساس تهدید می‌کند یا جذب زیبایی طبیعی شده نامشخص است.
رنگ لباس‌های شخصیت‌ها نیز نمادین است. شخصیت وسطی به رنگ آبی است، رنگ ایمان؛ شخصیت چپ به رنگ قرمز، رنگ عشق؛ و شخصیت راست به رنگ سبز، رنگ امید؛ بنابراین می‌توان آن‌ها را تجسم سه فضیلت مسیحی الهی دانست: ایمان، امید و عشق. تاریخ‌نگار هنر هلمت بورش-زوپان در این نقاشی نمایشی از رابطهٔ فریدریش با مرگ و تهدید زندگی توسط مرگ می‌بیند: «واضح [...] همانند هیچ وقت دیگر، اما همزمان در فضایی به‌طور نادر آرام و مسرور».